# Materia granulare

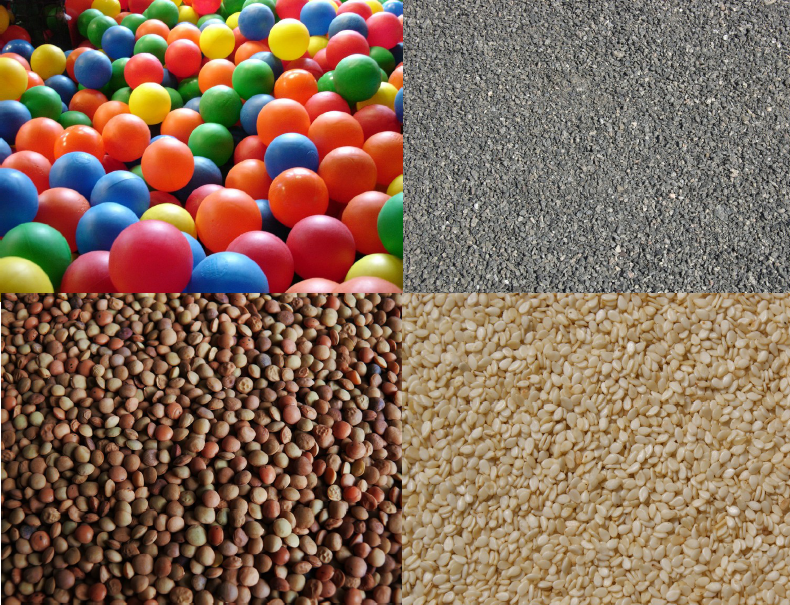
Alcuni esempi di materia granulare.

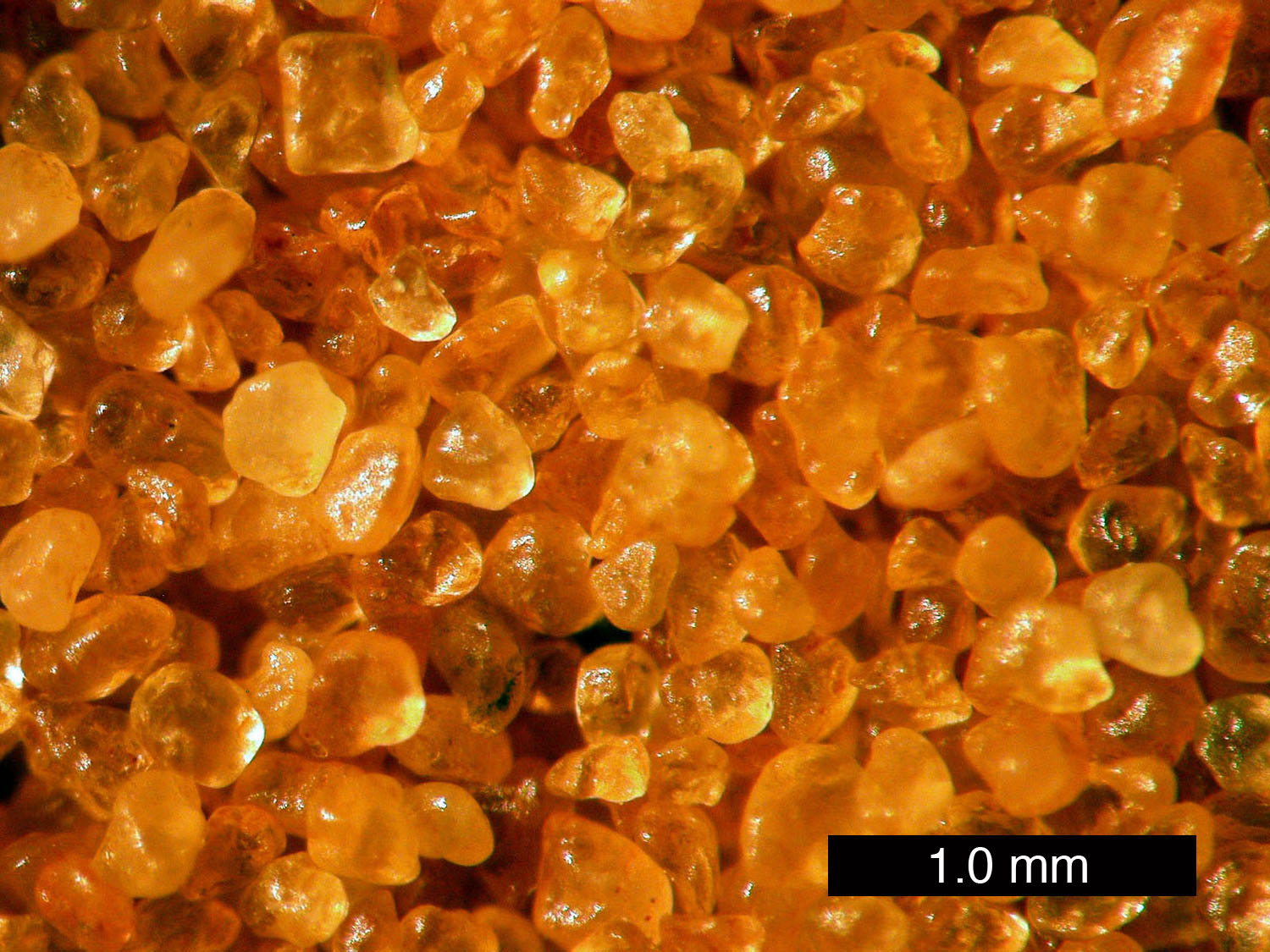
Granuli di sabbia.

La materia granulare (o granulata) è un insieme di particelle solide, di dimensioni sufficientemente grandi tali da non renderle soggette a fluttuazioni o moti termici. Il limite inferiore di dimensioni di queste particelle è quindi di circa 1 µm, al di sotto del quale le particelle avrebbero caratteristiche colloidali.
Il limite superiore non è ben definito: anche i blocchi di ghiaccio degli iceberg possono considerarsi inclusi nella categoria, dato che le leggi che ne governano il moto sono assimilabili. La polvere, essendo un insieme di particelle solide di diametro inferiore ai 500 µm può in parte essere considerata nella categoria di materia granulata, così come la sabbia; altri esempi possono essere il carbone, il riso, il caffè, i fertilizzanti, le sfere di un cuscinetto e la neve.
I materiali granulati sono importanti in numerose applicazioni industriali, come nell'industria farmaceutica, in agricoltura, nella produzione di energia e nell'edilizia. 
Le ricerche nel campo della materia granulata risalgono a Charles-Augustin de Coulomb, che formulò la sua legge sull'attrito sulla base di studi su particelle solide granulari.

## Descrizione
Il comportamento che un materiale solido ha quando è suddiviso in granelli più o meno fini è assai diverso dallo stesso materiale allo stato di solido, di liquido o di gas.
In sintesi i materiali granulati mostrano caratteristiche simili ai fluidi newtoniani ma dissipano la loro energia molto rapidamente, e mostrano, a seconda della loro energia, caratteristiche di solidi, liquidi o gas.
Ad esempio quando l'energia di un insieme di granuli è bassa questi sono immobili e il loro insieme si comporta come un solido. Acquisendo energia (ad esempio agitando il contenitore) i granuli cominceranno a scorrere fra di loro come un liquido; ma questo moto cesserà immediatamente se si cessa di fornire energia.
Un liquido tende a non avere una forma propria, ma acquisisce la forma del contenitore in cui si trova. Un materiale in polvere acquisisce solo in parte e in talune condizioni la forma del contenitore. Se ad esempio un recipiente viene riempito con una polvere, inclinato di un certo angolo e riportato alla posizione di equilibrio, questa potrà assumere alla superficie una forma che dipenderà strettamente dall'angolo di inclinazione e dalla velocità con cui il recipiente viene riportato allo stato iniziale. Questo comportamento è nettamente diverso da quello di un liquido che invece tenderà ad assumere una conformazione superficiale uniforme e orizzontale. 
Contrariamente a un liquido, nel contenitore la pressione che esercita a varie profondità non segue l'andamento lineare di un liquido, perché parte della spinta si scarica sulle pareti stesse del contenitore.
Questo fenomeno può per esempio determinare cedimenti strutturali di silos che erano stati progettati senza tener presente questo fenomeno.
Diverso è anche il comportamento di una polvere a un'azione di miscelamento, rispetto a un solido o a un liquido.
Una polvere può demiscelarsi col procedere dell'agitazione (segregazione), processo assai temuto in campo alimentare, farmaceutico, chimico. Particolare è l'effetto noto come "Brazil Nut Effect": particelle in un contenitore posto in agitazione segregano in modo che le particelle più grandi si concentrano verso l'alto quando il contenitore è di forma cilindrica, verso il basso quando la forma è conica.
In sintesi le caratteristiche dei materiali granulati includono:
- mescolamento non omogeneo (segregazione);
- un insieme di granuli compattati non può essere deformato senza disgregarsi;
- caratteristiche anisotrope e di non omogeneità;
- possibilità di fenomeni di valanghe.

### Caratteristiche facilmente misurabili
- Peso specifico apparente: un corpo solido possiede un suo specifico peso specifico, quando si ha una materia granulata il volume occupato è maggiore e dipende da molti fattori: dalla dimensione, dalla forma delle particelle e dall'umidità , la misura del peso specifico apparente è molto utile per dimensionare trasporti o contenitori.
- Umidità: per molti tipi di materia granulata l'umidità della stessa varia il suo comportamento e scorrevolezza, ma anche il suo valore o possibilità di utilizzo commerciale. Per esempio nel caso di semi di cereali o farine derivate da cereali.
- Angolo di scorrevolezza: più sotto è descritta la misurazione di angolo di riposo, l'angolo di scorrevolezza è l'angolo minimo di un piano inclinato perché la materia granulare non possa rimanere ferma, si può misurare ponendo della materia granulare su un piano orizzontale e poi si alza un lato di questo piano finché tutta la materia non sia scivolata verso il basso.

### Fattori che ne influenzano il comportamento
Diversi sono i parametri che agiscono sul comportamento della materia granulare .
Tra quelli intrinseci delle particelle possiamo ricordare:
- La distribuzione granulometrica
- La forma delle particelle
- La rugosità della loro superficie
- Caratteristiche chimiche del materiale
- Caratteristiche meccaniche del materiale (elasticità)

Tra quelli esterni abbiamo: 
- Percentuale di umidità del materiale
- Temperatura
- Pressione
- Tempo di stoccaggio

Essi hanno una grande influenza sulla fluidità, ovvero la capacità della polvere di scorrere sotto l'azione di una forza esterna. Essa è elevata quando il materiale non richiede molta energia per fluire.

## Misura della fluidità
Esistono diverse tecniche per misurare la scorrevolezza di materiali in polvere:
- Angolo di riposo
- Flusso attraverso un orifizio
- Indice di compressibilità
- Rapporto di Hausner
- Jenike's direct shear cell
- Johanson Hang-Up Indicizer
- Annular shear cell
- Peschl rotational tester
- Aeroflow
- Metodi ad elica

### Angolo (statico) di riposo

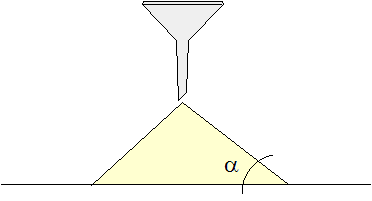
α è l'angolo di riposo della sostanza

Il campione viene caricato all'interno di un imbuto e fatto defluire, con opportuni accorgimenti, su una superficie piana. Si calcola successivamente l'angolo del cono rispetto alla superficie piana.
La determinazione si basa sulla considerazione che, in seguito alla formazione di un cono con il materiale analizzato, questo presenterà un angolo alla base tanto maggiore quanto minore è la sua fluidità.
AR=( ALFA 1+ ALFA 2) /2

### Flusso attraverso un orifizio
La misura si basa sul passaggio della polvere attraverso un foro circolare di diametro noto.
Si possono distinguere 3 varianti della misura:
1. Misura del tempo totale di passaggio attraverso il foro circolare
2. Misura della velocità di passaggio attraverso il foro circolare
3. Determinazione del diametro minimo del foro che permette il passaggio

In tutti i casi abbiamo un cono che dispone nella parte bassa di un foro circolare.